# 澴州
澴州，南北朝时北周及唐朝初年设立的州。
西魏文帝十六年（551年），改南梁的汝南郡平阳县为董城郡京池县（治所在今湖北省孝感市孝昌县，一说在今湖北省安陆市东北吉阳城）。周武帝保定元年（561年）在京池县置澴州，北周末年，废除澴州，隋文帝开皇三年（583年），废除董城郡，隋炀帝时，京池县属于安陆郡。
唐高祖武德四年（621年）分安州孝昌县设置澴州（今湖北省孝昌县北），另设澴阳县（今湖北省大悟县阳平镇古寨湾），辖境即今湖北省孝感市一带。武德八年（625年），废澴州、澴阳县，孝昌县再属安州。